# Nadškofova kapela, Ravena
Nadškofova kapela (ali nadškofovska kapela) je kapela v prvem nadstropju škofovske palače v Raveni v Italiji in je najmanjša kapela z mozaiki v mestu. Gre za zasebni oratorij pravovernih (tj. "nearijanskih", katoliških) škofov s preloma 6. stoletja. Čeprav jo običajno pripisujejo sv. Petru Krizologu, ravenskemu nadškofu od 433–450, je kapelo dejansko zgradil Peter II. kmalu po tem, ko je leta 495 postal nadškof. Mozaiki so nastali skupaj z gradnjo kapele ali kmalu zatem.

## Opis
Majhna kapelica v obliki križa je posvečena svetemu Andreju, prvotno pa je bila posvečena Kristusu Odrešeniku, o čemer priča mozaična luneta nad vrati preddverja, ki predstavlja Kristusa kot rimskega bojevnika s križem preko ramena kako stopa na zveri, leva in kačo, medtem ko v levi roki drži odprto knjigo, v kateri so izpostavljeni Kristusovi vzdevki v latinščini. Spodnji deli zidov so obloženi z marmornimi ploščami, preostanek notranjosti pa je bil včasih prekrit z bogatimi, tapiseriji podobnimi mozaiki, kot je obok še vedno. Nekateri deli so preživeli, druge pa je Luca Longhi v 16. stoletju nadomestil s tempero.

## Pomen
Po oceni ICOMOS-a (International Council on Monuments and Sites – Mednarodni svet za spomenike in spomeniška območja) o tem spomeniku svetovne dediščine je »pomen te posesti dejstvo, da je to edini zgodnjekrščanski zasebni oratorij, ki se je ohranil do danes. Njegova ikonografija je pomembna tudi zaradi močno protiarijanske simbolike«.